# 쿤달리 바갸
《쿤달리 바갸》(힌디어: कुंडली भाग्य, 영어: Kundali Bhagya)는 2017년부터 현재까지 방영된 인도의 텔레비전 드라마이다. 《쿰쿰 바갸》의 스핀오프 시리즈이다.